# DHRS7
DHRS7‏ (Dehydrogenase/reductase 7) هوَ بروتين يُشَفر بواسطة جين DHRS7 في الإنسان.